# Večpomenskost
Večpomenskost ali polisemija (iz grške besede πολυσημεία = več pomenov) je jezikovni pojav, ki označuje lastnost besede ali besedne zveze z več različnimi med seboj povezanimi pomeni. Predstavlja ključni koncept znotraj družbenih ved, kot sta komunikologija in sociologija. Polisemija ima dolgo zgodovino v filozofiji, jezikoslovju, psihologiji in književnosti. Proučevati so jo začeli stoiki v stari Grčiji, ki so že takrat ločevali med konceptom in besedo. Koncept lahko izražamo z različnimi besedami (sinonimija), beseda pa ima lahko več različnih pomenov (polisemija).
Veliko besed je večpomenskih. Enopomenske besede so najpogostejše v strokovnih krogih (npr. v medicini, v računalništvu, v pravni terminologiji ipd.).
Če nismo pozorni, lahko polisemijo zamenjamo s homonimijo. Razlika med polisemi/večpomenkami in homonimi/enakozvočnica]]mi  je komaj opazna. Leksikografi obravnavajo poliseme/večpomenke kot posebne slovarske iztočnice, ki imajo več pomenov oz. več razlag znotraj istega gesla (npr. jezik), homonime/enakozvočnice pa kot različne slovarske iztočnice z medsebojno nepovezanimi pomeni (npr. klop).

## Zgledi
Jezik
1. gibljiv mišičast organ v ustni votlini; 2. sistem izraznih sredstev za govorno in pisno sporazumevanje: // uporaba tega sistema na določenem področju človekovega udejstvovanja; 3. kar omogoča sporazumevanje sploh// kar omogoča nebesedno izražanje: 4. način izražanja, vezan na določeno pojmovanje, razumevanje česa
Občina
1. osnovna samoupravna družbenopolitična skupnost: // osnovna upravna enota: // organi občine; 2. enota, ki obsega vsa zemljišča svojega območja
Ljudje s polisemijo nimamo težav; z lahkoto jo rešimo s pomočjo sobesedila in jo pogosto uporabljamo v šalah. 

## Sorodne teorije
Britanska leksikografinja  B. T. S. Atkins je prva vpeljala leksikalni koncept polisemije v obliki leksikalnih pravil, ki opisujejo, kako se besede v enem leksikalnem kontekstu lahko uporabijo v drugačni obliki v drugem sorodnem pomenu. Tipičen primer je spreminjanje besednih vrst – iz samostalnika, ki se uporablja v nekem pomenu, tvorimo glagol, ki se lahko uporablja v sorodnem pomenu (npr. hoja – hoditi).
Drug koncept je t. i. premeščanje povedka (predicate transfer) – enemu predmetu pripišemo določene lastnosti, ki jih sam po sebi nima, npr. Parkirala sem zunaj.  Glagol parkirati je povezan s samostalnikom avtomobil in v stavku jasno izraža, da oseba poseduje avtomobil. Na ta način se lahko izognemo napačni leksikalni interpretaciji glagola parkirati.